# Brimstone Cup
La Brimstone Cup è un trofeo calcistico conteso annualmente tra il Chicago Fire e il FC Dallas. Creato ufficialmente nel 2001 da fan-club di entrambe le squadre, deve il suo nome al fatto che i nomi di entrambe le franchigie si ispiravano all'elemento del fuoco: all'epoca infatti il Dallas era noto come Dallas Burn.

## Formula
Il trofeo viene assegnato alla squadra che ha ottenuto più punti negli scontri diretti durante la stagione regolare di Major League Soccer. In caso di parità, vengono considerati anche gli incontri di playoff e di U.S. Open Cup. In caso di ulteriore parità a fine stagione, il trofeo viene mantenuto dall'ultimo vincitore.

## Vincitore per anno

### Era ufficiale
| Anno | Vincitore     | Punteggio     | Reti totali   |
| ---- | ------------- | ------------- | ------------- |
| 2001 | Chicago Fire  | 11-5          | 11-7          |
| 2002 | Dallas Burn   | 6-0           | 6-2           |
| 2003 | Dallas Burn   | 3-3           | 3-4           |
| 2004 | Dallas Burn   | 6-0           | 6-1           |
| 2005 | FC Dallas     | 6-3           | 3-3           |
| 2006 | FC Dallas     | 6-0           | 6-4           |
| 2007 | FC Dallas     | 4-1           | 3-2           |
| 2008 | FC Dallas     | 6-0           | 5-1           |
| 2009 | FC Dallas     | 3-3           | 4-3           |
| 2010 | FC Dallas     | 4-1           | 4-1           |
| 2011 | FC Dallas     | 4-1           | 3-2           |
| 2012 | Chicago Fire  | 3-0           | 2-1           |
| 2013 | Chicago Fire  | 3-0           | 3-2           |
| 2014 | Chicago Fire  | 3-0           | 1-0           |
| 2015 | Chicago Fire  | 3-0           | 2-0           |
| 2016 | FC Dallas     | 3-0           | 3-1           |
| 2017 | Chicago Fire  | 3-0           | 2-1           |
| 2018 | FC Dallas     | 3-0           | 3-1           |
| 2019 | Chicago Fire  | 3-0           | 4-0           |
| 2020 | non disputata | non disputata | non disputata |
| 2021 | non disputata | non disputata | non disputata |

### Era non ufficiale
| Anno | Vincitore    | Punti | Reti totali |
| ---- | ------------ | ----- | ----------- |
| 1998 | Chicago Fire | 9-3   | 8-4         |
| 1999 | Chicago Fire | 4-2   | 6-5         |
| 2000 | Chicago Fire | 9-6   | 15-11       |

## Statistiche

### Altri titoli
| Squadra      | Campionati MLS | Supporters' Shield | U.S. Open Cup | CONCACAF Champions League | Totale |
| ------------ | -------------- | ------------------ | ------------- | ------------------------- | ------ |
| FC Dallas    | 0              | 1                  | 2             | 0                         | 3      |
| Chicago Fire | 1              | 1                  | 4             | 0                         | 6      |